# شاخه‌های ریاضیات
ریاضیات انواع و عمق متنوعی از موضوعات را در طول تاریخ در بر گرفته، و تنها با مرتب‌سازی و دسته بندی تمام این موضوعات در شاخه‌های ریاضیاتی می توان آن‌ها را فهمید و یک جا جمع نمود. چندین الگو برای دسته بندی این موضوعات ظهور نمودند و با این که بین این الگوها اشتراکاتی است اما هر کدام به علت هدفشان از بقیه متفاوتند.
به طور سنتی ریاضیات را به دو شاخه محض (مطالعه ریاضیات به دلیل زیبایی ذاتی) و کاربردی (مطالعه ریاضیات به منظور کاربرد آن در مسائل جهان واقعی) تقسیم بندی می کنند. اما این تقسیم بندی کلی همیشه واضح نبوده و بسیاری از موضوعات ابتدا توسط ریاضیات محض بنیان نهاده شدند تا بعداً کاربرد های آن یافت شوند. تقسیم بندی های عمده ای چون ریاضیات گسسته، ریاضیات محاسباتی و ... اخیراً ظهور پیدا کرده اند.
یک دستگاه طبقه بندی ایده‌آل امکان اضافه کردن شاخه های جدید به دانش قبلی را فراهم کرده و پیشرفت های شگفت انگیز و قادر خواهد بود که ارتباطات غیر منتظره شاخه ها با هم دیگر را به دسته بندی پیش از آن تطبیق دهد. به عنوان مثال، برنامه لنگلندز روابط غیر منتظره ای را بین شاخه هایی که قبلاً آن ها را بی ارتباط می دیدند پیدا کرد، مثل ارتباطاتی که بین گروه‌های گالوا، رویه‌های ریمانی و نظریه اعداد پیدا نمود.